# Pia Sundstedt
Pia Ann-Katrine Sundstedt (Kokkola, 2 de mayo de 1975) es una deportista finlandesa que compitió en ciclismo en las modalidades de ruta y montaña (campo a través).
Ganó dos medallas de bronce en el Campeonato Mundial de Ciclismo de Montaña en Maratón, en los años 2007 y 2008, y seis medallas en el Campeonato Europeo de Ciclismo de Montaña en Maratón entre los años 2005 y 2012.
En carretera obtuvo la victoria en tres etapas del Giro de Italia (en las ediciones de 1998, 1999 y 2000). Aparte de su carrera como ciclista, también llegó a disputar competiciones de esquí de fondo.

## Medallero internacional
| Campeonato Mundial | Campeonato Mundial                      | Campeonato Mundial | Campeonato Mundial |
| Año                | Lugar                                   | Medalla            | Competición        |
| ------------------ | --------------------------------------- | ------------------ | ------------------ |
| 2007               | Verviers (Bélgica)                      | Medalla de bronce  | Campo a través     |
| 2008               | Villabassa (Italia)                     | Medalla de bronce  | Campo a través     |
| Campeonato Europeo |                                         |                    |                    |
| Año                | Lugar                                   | Medalla            | Competición        |
| 2005               | Frammersbach (Alemania)                 | Medalla de oro     | Campo a través     |
| 2006               | Tambre (Italia)                         | Medalla de plata   | Campo a través     |
| 2008               | Albstadt (Alemania)                     | Medalla de plata   | Campo a través     |
| 2010               | Montebelluna (Italia)                   | Medalla de bronce  | Campo a través     |
| 2011               | Kleinzell (Austria)                     | Medalla de plata   | Campo a través     |
| 2012               | Jablonné v Podještědí (República Checa) | Medalla de plata   | Campo a través     |

## Palmarés

### Carretera
1997 (como amateur)
- Campeonato de Finlandia en Ruta
- Campeonato de Finlandia Contrarreloj

1999
- 1 etapa del Giro de Italia Femenino

2000
- 1 etapa del Giro de Italia Femenino
- La Coupe du Monde Cycliste Féminine de Montréal
- UCI Weltcupfinale Embrach
- 2.ª en la Copa del Mundo

2001
- Campeonato de Finlandia en Ruta

2005
- Campeonato de Finlandia en Ruta

2011 (como amateur)
- Campeonato de Finlandia Contrarreloj
- Campeonato de Finlandia en Ruta

### Ciclismo de montaña
2005
- Campeonato Europeo Maratón

2006
- Mont Sainte-Anne Maratón
- 2.ª en el Campeonato Europeo Maratón
- Val Thorens Maratón

2007
- Gran Carrera Maratón
- Oisans Maratón
- 3.ª en el Campeonato Mundial Maratón

2008 (como amateur)
- 3.ª en el Campeonato Mundial Maratón
- Manavgat Maratón
- 2.ª en el Campeonato Europeo Maratón
- 3.ª en el Campeonato Mundial Maratón

2010 (como amateur)
- 3.ª en el Campeonato Europeo Maratón

2011 (como amateur)
- 2.ª en el Ranking UCI

2012 (como amateur)
- Campeonato Europeo Maratón

## Resultados en Grandes Vueltas y Campeonatos del Mundo
Durante su carrera deportiva ha conseguido los siguientes puestos en las Grandes Vueltas femeninas y en los Campeonatos del Mundo en carretera:
| Carrera              | 1997 | 1998 | 1999 | 2000 | 2001 | 2002 | 2003 | 2004 | 2005 | 2006 | 2007 | 2008 | 2009 | 2010 | 2011 | 2012 |
| -------------------- | ---- | ---- | ---- | ---- | ---- | ---- | ---- | ---- | ---- | ---- | ---- | ---- | ---- | ---- | ---- | ---- |
| Giro de Italia       | -    | 5.ª  | 6.ª  | 8.ª  | -    | -    | -    | -    | -    | -    | -    | -    | -    | -    | -    | -    |
| Tour de l'Aude       | -    | -    | -    | -    | 20.ª | -    | -    | -    | -    | -    | -    | -    | -    | -    | X    | X    |
| Grande Boucle        | -    | 9.ª  | 13.ª | Ab.  | -    | -    | -    | X    | -    | -    | -    | -    | -    | X    | X    | X    |
| Mundial en Ruta      | 23.ª | 64.ª | Ab.  | -    | 38.ª | -    | -    | -    | -    | -    | -    | -    | -    | -    | -    | -    |
| Mundial Contrarreloj | -    | 17.ª | -    | 21.ª | -    | -    | -    | -    | -    | -    | -    | -    | -    | -    | -    | -    |

| —: No participó | Ab: Abandono | X: Edición no celebrada |

## Equipos

### Carretera
- G.C. Mimosa (amateur) (1997-1998)
- Gas Sport Team (1999-2001)
- Team Sponsor Service (2002)
- Team Rothaus-Vita Classica (amateur) (2011)

### Ciclismo de montaña
- Rocky Mountain Business Project (2005-2006)
- Gewiss Bianchi (2007)